# Joaquim Vieira Natividade
Joaquim Vieira Natividade (Alcobaça, 22 de noviembre de 1899-Alcobaça, 19 de noviembre de 1968) fue un agrónomo e ingeniero de montes portugués.
Fue miembro de la Asociación Estadounidense para el Avance de la Ciencia, la Sociedad de Ciencias Médicas de Lisboa y la Real Academia de Ciencias Exactas, Físicas y Naturales. Realizó contribuciones en diversos campos como la ciencia, agricultura y la literatura.

## Biografía

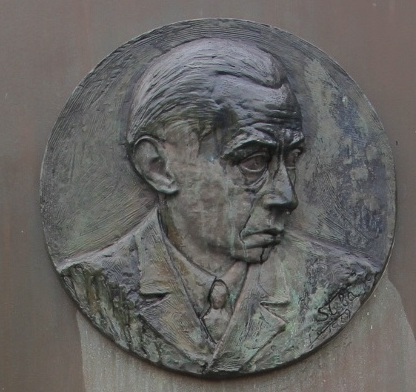
Medalla realizada por Stela de Albuquerque

Fue el tercero de cuatro hijos de Manuel Vieira Natividade y Maria da Ajuda Garcez. Era hermano de António Vieira Natividade, fallecido en agosto de 1946. Ingeniero agrónomo (1922) e ingeniero montes (1929), títulos obtenidos en el Instituto Superior de Agronomía de la Universidad Técnica de Lisboa. Fue alumno y seguiror de Mário de Azevedo Gomes y António Xavier Pereira Coutinho. En Londres y Coimbra (donde contó con la guía de Aurélio Quintanilha), se especializó en genética y citología. Fundó y fue director del Departamento de Pomología de la Estación Agrónomica Nacional, el Centro Nacional de Estudios y Fomento de la Fruticultura y la Estación Experimental Forestal.
En 1936 fue nombrado representante de los Servicios Forestales en la Junta Nacional del Corcho. 
Se dio a conocer por su trabajo en las áreas de fruticultura, también en subericultura, la literatura, ciencia, agricultura y el cine. Publicó más de cien estudios científicos.
El 11 de mayo de 1951 se le concedió el grado de Gran Oficial de la Orden Civil del Mérito Agrícola e Industrial Clase Agrícola.

## Fechas más importantes
- 1933 – Concurso para una cátedra en el Instituto Superior de Agronomía de Lisboa.[3]
- 1951 – Invitado por Salvador Robles Trueba, viaja a la provincia de Cádiz para emitir un informe sobre los alcornocales de la provincia.[8]
- 1958 – Miembro de la Academia de Ciencias de Lisboa[3], donde presentó varios discursos, por ejemplo uno sobre la flora de Luís de Camoens.[9]
- 1950 – Publicación de Subericultura,[3] con traducción española de Gregorio Montero, en 1991 [2]
- 1966 – Participa en una de las excursiones del Congreso Forestal Mundial, organizado por la FAO en Madrid, donde participaron más de 5000 congresistas. [10]
- 1967 – Doctor Honoris Causa por la Universidad de Toulouse.[3]
- 1969 – Escultura, obra de Stella de Albuquerque.[3]

### Eponimia
- Calle Professor Vieira Natividade, municipio de Lisboa, distrito de Lisboa. GPS: 38.708797, -9.180759.[11]